# Маріан Альварес
Маріа́н Альва́рес (ісп. Marian Álvarez; нар. 1 квітня 1978, Мадрид, Іспанія) — іспанська акторка.

## Вибіркова фільмографія
- Корпорація аферистів (2004)
- Семен, історія кохання (2005)
- Бий сильніше (2005)
- Найкраще, що є у мене (2007)
- Рана (2013)
- Брудні вовки (2015)

## Нагороди
- Лауреат Міжнародного кінофестивалю у Сан-Себастьяні: 2013[4]
- Премія Гойя: 2013[5]
- Премія Feroz: 2013